# Carrer Nou (Perafort)
Carrer Nou és un carrer del municipi de Perafort a la comarca del Tarragonès inclòs en l'Inventari del Patrimoni Arquitectònic de Catalunya. Sorgí de l'expansió de l'antic nucli de Perafort. Recte i allargat, és el carrer principal del poble i el que el tanca per la banda de llevant.

## Descripció
El carrer Nou és el més llarg de Perafort. S'estén en direcció nord-est/sud-oest des de la plaça de l'església fins a la sortida del poble, al sud. La major part dels edificis que conformen aquest carrer són de planta baixa amb un o dos pisos. El material de construcció predominant és el reble i la paret de pedra.
No queden gaires restes d'edificis antics, car la majoria han sofert moltes i contínues reformes, cosa que impedeix comprovar amb exactitud la data de les primeres construccions. El que es pot assegurar és que molts són recents.

## Història
El carrer Nou sorgí de l'expansió de l'antic nucli de Perafort —que després de bastir els edificis de la plaça, s'expansionà a banda i banda del camí veïnal que duia al Codony, ja dins del terme d'aquest darrer— i del nou del Codony (a l'extrem meridional de l'actual poble de Perafort) -que se n'anà aproximant-.
El creixement demogràfic dels segles xviii i xix determinà aquesta expansió urbanística afavorida, a més, per la situació de l'església —des del primer terç del segle xviii al límit entre els dos antics termes— fins que s'arribà a formar una continuïtat de construccions.
Abans de la fusió d'ambdós pobles, l'any 1842, sembla que les cases corresponents a Perafort arribaven al carrer de Colom, segons unes làpides de ceràmica que palesen l'expansió de Perafort cap al sud i que encara avui podem apreciar. El 1870, més del 40% de Perafort residia al carrer Nou.
Hi ha un edifici —el dispensari o clínica— que es va construir amb pedra procedent del Castell dels Garidells.